# Marjorie Courtenay-Latimer
Pour les articles homonymes, voir Latimer.
Marjorie Eileen Doris Courtenay-Latimer (24 février 1907 - 17 mai 2004) est la conservatrice du musée sud-africain qui en 1938 a présenté au monde l'existence du cœlacanthe, poisson que l'on croyait éteint depuis des millions d'années.

## Biographie

### Enfance et études
Marjorie Eileen Doris Courtenay-Latimer est née à Aliwal North ou à East London en Afrique du Sud (les sources diffèrent sur ce point) en 1907. Son père est chef de gare pour la compagnie de chemin de fer de l'État. Sa santé est fragile mais elle montre un attrait précoce pour la nature. Quand elle rend visite à sa grand-mère sur la côte, elle est fascinée par le phare de Bird Island sur l'océan Indien. À onze ans, elle jure qu'elle deviendra ornithologue. À la fin de ses études, elle recherche un emploi dans un musée, mais étant donné la rareté des possibilités, elle se rabat sur le métier d'infirmière. Elle suit une formation en ce sens, mais, au dernier moment, on lui propose de devenir la conservatrice du nouveau musée d'East London, et à 24 ans, sans formation officielle, elle est engagée en août 1931.

### Découverte du cœlacanthe

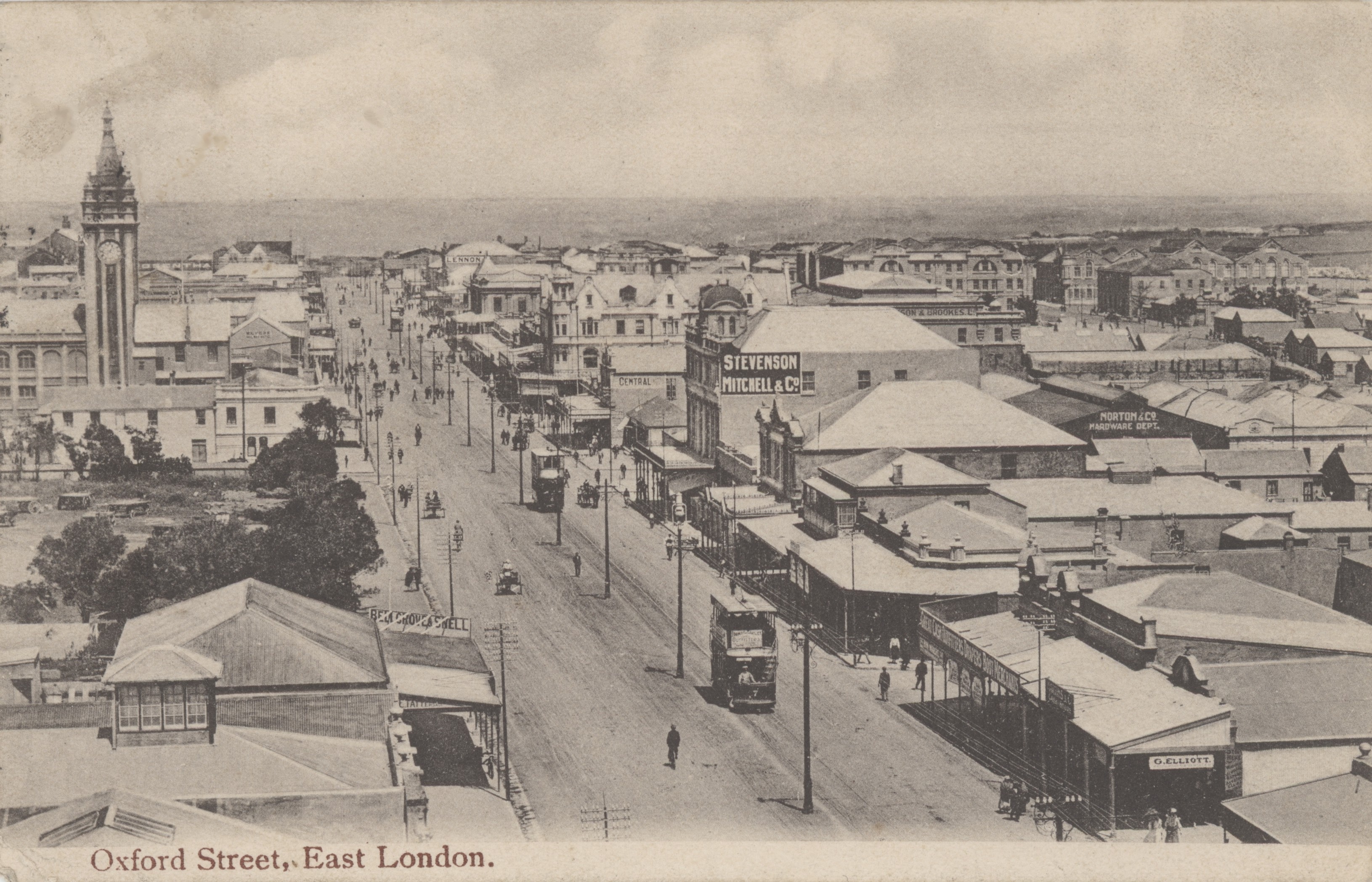
East London en 1900.

Marjorie Courtenay-Latimer s'attache alors à collecter des roches, des plumes, des coquilles, pour son musée et désire découvrir, à l'aide des pêcheurs, des espèces méconnues de la science. Le 22 décembre 1938, elle reçoit un appel téléphonique lui indiquant qu'un poisson rare vient d’être découvert. Elle va donc vers la jetée et inspecte la prise d'Hendrik Goosen, un pêcheur local. Elle décrit ainsi le spécimen : 
« J'ai enlevé les couches de boue pour découvrir le plus beau poisson que j’aie vu. Il faisait cinq pieds de long, d'un bleu-mauve assez pâle avec de discrètes taches blanchâtres. Il avait un reflet argent-bleu-vert irisé sur tout le corps. Il avait de dures écailles ainsi que quatre nageoires ressemblant à des membres et une étrange queue comme celle d'un chiot. »
Elle l'emporte alors avec elle au musée afin de l'étudier et de l'identifier. Ne le trouvant dans aucun de ses ouvrages, elle contacte son ami le professeur et ichthyologiste James Leonard Brierley Smith (1897-1968)  dans une lettre à laquelle elle joint un croquis afin qu'il vienne étudier le spécimen.
Ne pouvant conserver le poisson en l'état, elle décide en attendant la venue de Smith d'envoyer l'animal chez un taxidermiste. À son arrivée, Smith identifie immédiatement le spécimen comme étant un cœlacanthe, connu uniquement à l'état de fossile. L'espèce est baptisée Latimeria chalumnae en l'honneur de Marjorie Courtenay-Latimer et des eaux dans lesquelles elle a été trouvée (la Chalumna River).
Il faudra attendre quatorze ans pour qu'un deuxième spécimen soit pêché.

### Fin de vie
Elle passe le reste de sa carrière au musée, puis prend sa retraite dans une ferme à Tsitsikamma où elle écrit un livre sur les fleurs , avant de retourner à East London et d'y mourir en 2004 à 97 ans. Elle ne s'est jamais mariée.

## Miss Courtenay-Latimer et la presse
- Marjorie Courtenay-Latimer dans The Daily Telegraph (Londres) du 19 mai 2004.
- Myrna Oliver, Marjorie Courtenay-Latimer, 97; Confirmed Rare Fish's Existence.  dans le Los Angeles Times du 13 juin 2004. p. B.16
- Jeremy Pearce, Marjorie Courtenay-Latimer, Naturalist, Is Dead at 97. New York Times. 7 juin 2004. p. B.6
- Keith S. Thompson, Living Fossil:  The Story of the Coelacanth.  New York :  W.W. Norton, 1991.
- NOVA Science